# Jezupol (gmina)
Jezupol – dawna gmina wiejska w powiecie stanisławowskim województwa stanisławowskiego II Rzeczypospolitej. Siedzibą gminy był Jezupol.
Gminę utworzono 1 sierpnia 1934 r. w ramach reformy na podstawie ustawy scaleniowej z dotychczasowych gmin wiejskich: Jezupol, Hanusowce, Kozina, Pitrycz, Pobereże i Sielec.
Pod okupacją część gminy weszła w skład nowej gminy Halicz.
Po II wojnie światowej obszar gminy został odłączony od Polski i włączony do Ukraińskiej SRR.